# Timão, o Diácono
Timão ou Timónos (em grego: Τιμόν; "digno"), foi um dos Sete Diáconos e também um dos Setenta Discípulos. De acordo com a tradição, Timão se destacou por sua atuação no mundo judaico e helenístico e era muito reverenciado, principalmente em Beréia e Corinto por sua fidelidade a Cristo até a sua morte.
Timão também era um dos poucos judeus que falava e dominava a língua grega. De acordo com a Igreja Católica, ele foi o condenado a morrer na fogueira pelos pagãos, Timão saiu ileso milagrosamente, e como estavam decididos a matar ele a qualquer custo, pregaram-no numa cruz. Enquanto era torturado, ele agradeceu a Deus por lhe obter a graça de morrer como seu mestre. 

## Função
Timão foi escolhido e ordenado pelos Apóstolos, para atender às necessidades sociais da comunidade em que se queixavam principalmente do abandono das viúvas.
Segundo a tradição ortodoxa, Timão foi o responsável pela proteção das mulheres e das viúvas, Timão é frequentemente chamado pelo título de "Protetor das mulheres" na Ortodoxia.

## Veneração
Na Igreja Católica, o dia de São Timão Diácono, é celebrado em 19 de abril.